# Fonuafoʻou
Fonuafo‘ou ("Terra nova" en tongalès), o també Falcon Island, és un volcà submarí situat a l'oest del grup Ha'apai, al regne de Tonga.
En diverses ocasions el volcà ha format una illa que ha tornat a desaparèixer sota l'aigua. El 1865 el vaixell anglès HMS Falcon va trobar uns bancs d'esculls a prop de la superfície de l'aigua. L'11 d'octubre de 1885 el volcà va entrar en erupció i va llançar tones de lava fosa. Tres dies després, el 14 d'octubre de 1885, l'erupció va crear una illa, que va ser batejada pels britànics com a Falcon Island.
S'han registrat erupcions els anys 1781, 1865, 1877, 1885, 1894, 1921, 1927, 1928, 1933 i 1936. L'illa havia arribat fins a 6 km d'ample i 145 m d'altitud. El 1949 l'illa es va col·lapsar i va desaparèixer sota de la superfície del mar. Actualment es calcula que està a –17 m. Les últimes activitats volcàniques a la zona són del 1970 i 1993.